# Norman Borloug
Norman Ernest Borloug (Kresko, Ajova, 25. mart 1914. - Dalas, Teksas, 13. septembar 2009), američki agronom, "otac" Zelene Revolucije i dobitnik Nobelove nagrade za mir 1970, kao priznanje za njegov doprinos svetskom miru kroz povećanje zaliha hrane.
Borloug je diplomirao u šumarstvo 1937. i doktorirao u oblasti biljne patologije i genetike sa Univerziteta u Minesoti 1942. On je radio na poljoprivrednim istraživanjima u centru CIMMIT u Meksiku, gde je razvio polu-patuljaste sorte pšenice visokog prinosa otporne na bolesti. Sredinom 20. veka Borloug je predvodio unošenje ovih visoko rodnih sorti u kombinaciji sa savremenim tehnikama poljoprivredne proizvodnje u Meksiko, Pakistan i Indiju. Kao rezultat toga, Meksiko je postao neto izvoznik pšenice do 1963. Između 1965. i 1970. prinosi pšenice su se skoro udvostručili u Pakistanu i Indiji, što je značajno poboljšalo sigurnost hrane u tim zemljama.
Borlouga su često nazivali „ocem Zelene revolucije“ i pripisuje mu se spasavanje više od milijardu ljudi širom sveta od smrti uzrokovane glađu. Prema Džanu Daglasu, izvršnom asistentu predsednika Svetske fondacije za hranu, izvor ovog broja je članak Grega Isterbruka iz 1997. godine „Zaboravljeni dobročinitelj čovečanstva“. U članku se navodi da je „oblik poljoprivrede koji Borloug propoveda možda sprečio milijardu smrtnih slučajeva.“ Dobitnik je Nobelove nagrade za mir 1970. godine, kao priznanja za svoj doprinos svetskom miru kroz povećanje zaliha hrane.
Kasnije u životu pomogao je u primeni ovih metoda povećanja proizvodnje hrane u Aziji i Africi.

## Rani život, obrazovanje i porodica
Borloug je rođen od oca Henrija Olivera (1889–1971) i majke Klare (Vala) Borloug (1888–1972) na farmi njegove bake i dede u Saudu 1914. godine, kao prvo od četvoro dece. Njegove tri sestre bile su Palma Lilijan (Behrens; 1916–2004), Šarlota (Kalbert; r. 1919) i Helen (r. 1921). Od sedme do devetnaeste godina radio je na porodičnoj farmi od 106-acre (43 ha) zapadno od Protivina, Ajova, pecao, lovio i uzgajao kukuruz, zob, mačji rep, goveda, svinje i piliće. Pohađao je jednoučiteljsku seosku školu sa jednom učionicom zvanu Novi Oregon #8 u Hauard okrugu, do osmog razreda.
Danas je ta školska zgrada, izgrađena 1865. godine, u vlasništvu Fondacije za nasleđe Normana Borlouga u okviru „Projekta Borlougova ostavština“. Borloug je bio član fudbalskog, bejzbolskog i rvačkog tima u srednjoj školi Kresko, gde ga je njegov trener rvanja, Dejve Bartelma, neprestano ohrabrivao da „da 105%”.
Borloug je svoju odluku da napusti farmu i nastavi školovanje pripisao hitnom dedovom ohrabrivanju da uči: Nels Olson Borloug (1859–1935) mu je jednom rekao, „mudrije je da napuniš svoju glavu sad, ako kasnije želiš da napuniš stomak." Kada se Borloug 1933. prijavio za prijem na Univerzitet u Minesoti, pao je na prijemnom ispitu, ali je prihvaćen na novoosnovanom dvogodišnjem Opštem koledžu. Nakon dva semestra prešao je na šumarski program Poljoprivrednog fakulteta. Kao član univerzitetskog rvačkog tima Univerziteta u Minesoti, Borloug je stigao do polufinala velike desetke i promovisao sport u srednjim školama u Minesoti na prijateljskim mečevima širom države.
Rvanje me je naučilo nekim vrednim lekcijama ... Uvek sam mislio da mogu da se nosim sa najboljima na svetu. To me je učinilo žilavim. Mnogo puta sam se oslanjao na tu snagu. Možda je to neprikladna potpora, ali ja sam tako napravljen.

## Smrt
Borloug je umro od limfoma u 95. godini, 12. septembra 2009. godine, u svom domu u Dalasu.
Borlougova deca objavila su saopštenje u kome se kaže: „Želeli bismo da njegov život bude model za promenu u životima drugih i da doprinese daljim naporima da se okonča ljudska beda za celo čovečanstvo.”
Premijer Indije Manmohan Sing i predsednica Indije Pratiba Patil odali su počast Borlougu rekavši: „Borlougov život i dostignuće svedočanstvo su o dalekosežnom doprinosu koji veliki intelekt, upornost i naučna vizija jednog čoveka mogu dati miru i napretku čovečanstva.”
Organizacija za hranu i poljoprivredu (FAO) Ujedinjenih nacija opisala je Borlouga kao „vrhunskog naučnika čiji se rad parira delima drugih velikih naučnih dobrotvora čovečanstva u 20. veku”], a Kofi Anan, bivši generalni sekretar Ujedinjenih nacija, rekao je: „Dok slavimo dug i izvanredan život dr Borloga, slavimo i duge i produktivne živote koje su njegova postignuća omogućila tolikim milionima ljudi širom sveta ... nastavićemo da budemo inspirisani njegovom trajnom predanošću siromašnima i ranjivima u našem svetu."

## Knjige i predavanja
- The Green Revolution, Peace, and Humanity. 1970. Nobel Lecture, Norwegian Nobel Institute in Oslo, Norway. December 11, 1970.
- Wheat in the Third World. 1982. Authors: Haldore Hanson, Norman E. Borlaug, and R. Glenn Anderson. Boulder, Colorado: Westview Press.  0-86531-357-1
- Land use, food, energy and recreation. 1983. Aspen Institute for Humanistic Studies.  0-940222-07-8
- Feeding a human population that increasingly crowds a fragile planet. 1994. Mexico City.  968-6201-34-3
- Norman Borlaug on World Hunger. 1997. Edited by Anwar Dil. San Diego/Islamabad/Lahore: Bookservice International. 499 pages.  0-9640492-3-6
- The Green Revolution Revisited and the Road Ahead. 2000. Anniversary Nobel Lecture, Norwegian Nobel Institute in Oslo, Norway. September 8, 2000.
- "Ending World Hunger. The Promise of Biotechnology and the Threat of Antiscience Zealotry". 2000. Plant Physiology, October 2000, Vol. 124, pp. 487–90. (duplicate)
- Feeding a World of 10 Billion People: The TVA/IFDC Legacy. International Fertilizer Development Center, 2003.  0-88090-144-6
- Prospects for world agriculture in the twenty-first century. 2004. Norman E. Borlaug, Christopher R. Dowswell. Published in: Sustainable agriculture and the international rice-wheat system.  0-8247-5491-3
- Foreword to The Frankenfood Myth: How Protest and Politics Threaten the Biotech Revolution. 2004. Henry I. Miller, Gregory Conko.  0-275-97879-6
- Borlaug, Norman E. (27. 6. 2007). „Sixty-two years of fighting hunger: personal recollections”. Euphytica. 157 (3): 287—97. S2CID 2927707. doi:10.1007/s10681-007-9480-9.

## Literatura
- Andy Andrews (2010). The Boy Who Changed The World (eBook : Juvenile Nonfiction) (на језику: енглески). Thomas Nelson. ISBN 9781418562519.
- Bickel, Lennard (1974). Facing starvation; Norman Borlaug and the fight against hunger. Pleasantville, N.Y.: Reader's Digest Press; distributed by Dutton. ISBN 978-0-88349-015-0.
- Hesser, Leon (2006). The Man Who Fed the World: Nobel Peace Prize Laureate Norman Borlaug and His Battle to End World Hunger. Durban House. ISBN 978-1-930754-90-4.
- Cullather, Nick (2010). The Hungry World: America's Cold War Battle against Poverty in Asia. Harvard University Press. ISBN 978-0-674-05078-5.
- Rajaram, S. (2011). „Norman Borlaug: The Man I Worked with and Knew”. Annual Review of Phytopathology. 49: 17—30. PMID 21370972. doi:10.1146/annurev-phyto-072910-095308. Архивирано из оригинала 15. 09. 2021. г. Приступљено 15. 09. 2021.
- Vietmeyer, Noel (2013). Our Daily Bread: the Essential Norman Borlaug. Bracing Books. ISBN 978-0-578-09555-4.
- Vietmeyer, Noel (2009). Borlaug; Volume 1, Right off the Farm 1914-1944. Bracing Books. ISBN 978-0-578-04125-4.
- Vietmeyer, Noel (2010). Borlaug; Volume 2, Wheat Whisperer 1944-1959. Bracing Books. ISBN 978-0-578-03856-8.
- Vietmeyer, Noel (2010). Borlaug; Volume 3, Bread Winner 1960-1969. Bracing Books. ISBN 978-057-806920-3.

## Spoljašnje veze
- Borlaug Norman Borloug на веб-сајту  (језик: енглески)
- Norman E. Borlaug papers, University Archives, University of Minnesota – Twin Cities: http://archives.lib.umn.edu/repositories/14/resources/1743
- The Pioneer of Greeen Revolution : http://epaper.thedailystar.net/index.php?opt=view&page=7&date=2019-09-12 Архивирано на веб-сајту  (26. септембар 2019)
- „Norman Borlaug's Wife Dies at 95”. Associated Press. 8. 3. 2007. Архивирано из оригинала 23. 9. 2013. г. Приступљено 18. 9. 2012. „An assistant to the family says she fell recently and never recovered.”